# Касандрицкая, Вера Семёновна
Вера Семёновна Касандрицкая (13.09.1931—28.12.2019) — прядильщица Краснодарского хлопчатобумажного комбината Министерства лёгкой промышленности РСФСР, Краснодарский край. Герой Социалистического Труда.

## Биография
Родилась 13 сентября 1931 года на территории Западной, ныне — Смоленской области. Русская.
В начальный период Великой Отечественной войны семья эвакуировалась в посёлок Истомкино города Ногинска Московской области. Её мать Мария Александровна работала на местной прядильно-ткацкой фабрике. В 1945 году Вера Семёновна поступила в школу фабрично-заводского обучения (ФЗО) при фабрике, после её окончания стала работать прядильщицей на этой же Истомкинской прядильно-ткацкой фабрике.
С пуском Краснодарского хлопчатобумажного комбината в 1961 году В. С. Касандрицкая, как специалист ткацкого дела, была направлена в город Краснодар. Первоначально она работала инструктором производственного обучения и за успехи в обучении молодых прядильщиц была награждена орденом «Знак Почёта».
Затем Вера Семёновна перешла работать прядильщицей, в совершенстве освоила эту профессию. Постоянно усовершенствуя прядильную технологию, она постепенно перешла к обслуживанию четырёх прядильных машин, на каждой из которых было по 416 веретён. Если на каждый станок за смену норма выработки составляла 32 килограмма пряжи, то В. С. Касандрицкая вырабатывала 40 килограммов, создавая резерв, который к концу года насчитывал около 4 тонн сверхплановой пряжи. На усовершенствованной кольцевой прядильной машине П-76-5М6 она обслуживала 1730 веретён при отраслевой норме 950, что составляло 161 процент к типовой норме обслуживания.
Указом Президиума Верховного Совета СССР от 5 апреля 1971 года за выдающиеся успехи в досрочном выполнении заданий пятилетнего плана и большой творческий вклад в развитие производства тканей, трикотажа, обуви, швейных изделий и другой продукции лёгкой промышленности Касандрицкой Вере Семёновне присвоено звание Героя Социалистического Труда с вручением ордена Ленина и золотой медали "Серп и Молот.
Проживала в городе Краснодаре. Скончалась 28 декабря 2019 года, похоронена в Краснодаре.

## Награды
- Золотая медаль «Серп и Молот» (05.04.1971);
- Орден Ленина (05.04.1971)
- Орден «Знак Почёта» (09.06.1966)
- Медаль «За трудовую доблесть»
- Медаль «В ознаменование 100-летия со дня рождения Владимира Ильича Ленина» (6 апреля 1970)
- и другими

## Память
- В Краснодаре установлена мемориальная доска с именами Героев Социалистического Труда Кубани и Адыгеи